# Vierschanzentournee 1983/84
Die 32. Vierschanzentournee 1983/84 war eine Station des Skisprung-Weltcups 1983/84, das in Deutschland und Österreich zur Austragung kam.
Das Springen in Oberstdorf fand am 30. Dezember 1983 statt, am 1. Januar 1984 das Springen in Garmisch-Partenkirchen und am 4. Januar 1984 das Springen in Innsbruck. Die Abschlussveranstaltung in Bischofshofen wurde am 6. Januar 1984 durchgeführt.

## Modus
Wie in den letzten Jahren traten zum zweiten Durchgang nur noch die besten 50 Springer des ersten Durchganges an. Auf Grund eines neuen Wertungssystems, dass sich mehr am K-Punkt orientierte, sank die Punktezahl zu den Vorjahren. Bei allen vier Springen wurden Weltcuppunkte für die Plätze 1 bis 15 vergeben (Platz 1 = 25 Punkte, Platz 2 = 20 Punkte, Platz 3 =15 Punkte, von Platz 4 bis 15 absteigend 12 Punkte bis 1 Punkt).

## Nominierte Athleten
Insgesamt gingen bei den 4 Springen 116 Athleten aus 18 Nationen an den Start. Von den langjährigen Teilnehmern fehlte nur Japan. Mit Ungarn und Spanien waren auch zwei eher exotische Springernationen am Start. Der ÖSV nominierte für die Bewerbe in Innsbruck und Bischofshofen allein 15 zusätzliche meist Nachwuchsathleten.
| Nation           | Athleten |
| ---------------- | --- |
| BR Deutschland   | Thomas Klauser, Georg Waldvogel, Peter Rohwein, Andreas Bauer, Joachim Ernst, Peter Schwinghammer, Wolfgang Steiert, Stefan Obinger, Christoph Schwarz, Lorenz Wegscheider, Uli Boll, Thomas Hasslberger, Thomas Ihle |
| DDR              | Jens Weißflog, Klaus Ostwald, Matthias Buse, Stefan Stannarius, Manfred Deckert, Ulf Findeisen, Holger Freitag |
| Österreich       | Andreas Felder, Franz Wiegele, Richard Schallert, Ernst Vettori, Armin Kogler, Hubert Neuper, Adolf Hirner, Hans Wallner, Manfred Steiner, Raimund Resch, Fritz Esser, Franz Neuländtner, Alfred Groyer, Thomas Feuerstein, Paul Erat, Günther Stranner, Norbert Leitner, Werner Margreiter, Erich Kreuzer, Harald Rodlauer, Werner Haim, Robert Kueffe, Harald Haim |
| Bulgarien        | Wladimir Brejtschew, Walentin Boschkow, Angel Stojanow |
| Finnland         | Matti Nykänen, Pentti Kokkonen, Jari Puikkonen, Jari Pulkkinen, Markku Pusenius, Tuomo Ylipulli, Pekka Suorsa, Veli-Matti Ahonen |
| Frankreich       | Gérard Colin, Frédéric Berger |
| Italien          | Sandro Sambugaro, Lido Tomasi, Antonio Lacedelli, Massimo Rigoni |
| Jugoslawien      | Miran Tepeš, Vasja Bajc, Tomaž Dolar, Bojan Zagar, Bojan Globočnik, Primož Ulaga, Rajko Lotrič, Matjaž Žagar |
| Kanada           | Horst Bulau, Ron Richards, David Brown, Steve Collins |
| Norwegen         | Ole Gunnar Fidjestøl, Roger Ruud, Rolf Åge Berg, Per Bergerud, Steinar Bråten, Ole Christian Eidhammer, Vegard Opaas, Jan Henrik Trøen |
| Polen            | Piotr Fijas, Janusz Malik, Jan Kowal |
| Schweden         | Anders Daun, Ulf Åström, Bo Andersson, Thomas Jernkrok, Thomas Nordgren |
| Schweiz          | Fabrice Piazzini, Christian Hauswirth, Pascal Reymond, Hansjörg Sumi |
| Sowjetunion      | Waleri Karetnikow, Juri Golowschtschikow, Wladimir Tschernjajew, Waleri Sawin, Oleg Serow, Gennadi Prokopenko |
| Spanien          | José Rivera, Bernat Solà, Ángel Janiquet |
| Tschechoslowakei | Pavel Ploc, Martin Švagerko, Jiří Parma, Vladimír Podzimek, Josef Samek, Miro Slušný |
| Ungarn           | László Fischer, Gábor Gellér |
| USA              | Jeff Hastings, Nils Stolzlechner, Reed Zuehlke, Dennis McGrane, Mike Holland, John Denney, Landis Arnold |

## Austragungsorte

### Oberstdorf
Bei wechselnden Winden, die den Anlauf nass und stumpf werden ließen, welcher im zweiten Durchgang verlängert werden musste, konnten der Skiflugweltmeister von 1983 Klaus Ostwald und Jens Weißflog für die DDR einen souveränen Doppelerfolg feiern. Insgesamt platzierten sich vier DDR-Athleten unter den ersten Zehn. Der sechste Platz von Thomas Klauser beim Auftaktspringen in Oberstdorf, sollte schon die beste Platzierung eines bundesdeutschen Springers bei dieser Tournee sein.
- Datum: 30. Dezember 1983.
- Land:  BR Deutschland
- Schanze: Schattenbergschanze
- Schanzenrekord: 114,5 m  Horst Bulau (1982)
- Zuschauer: 20.000

| Pos. | Springer             | Punkte | Weite 1 | Weite 2 |
| ---- | -------------------- | ------ | ------- | ------- |
| 01   | Klaus Ostwald        | 220,7  | 109,0 m | 114,0 m |
| 02   | Jens Weißflog        | 213,5  | 106,5 m | 111,0 m |
| 03   | Ole Gunnar Fidjestøl | 199,6  | 109,0 m | 102,5 m |
| 04   | Matti Nykänen        | 199,4  | 101,0 m | 110,0 m |
| 05   | Andreas Felder       | 198,1  | 101,0 m | 108,0 m |
| 06   | Thomas Klauser       | 197,2  | 101,5 m | 106,5 m |
| 07   | Roger Ruud           | 196,5  | 102,5 m | 105,0 m |
| 08   | Manfred Deckert      | 195,8  | 105,0 m | 104,5 m |
| 09   | Piotr Fijas          | 195,5  | 103,0 m | 107,0 m |
| 10   | Holger Freitag       | 195,1  | 097,0 m | 109,5 m |
| 11   | Pavel Ploc           | 194,5  |         |         |
| 12   | Franz Wiegele        | 194,0  |         |         |
| 13   | Pentti Kokkonen      | 192,8  |         |         |
| 14   | Jeff Hastings        | 188,9  |         |         |
| 15   | Matthias Buse        | 188,4  | 097,5 m | 108,5 m |
| …    | …                    | …      | …       | …       |
| 19   | Ulf Findeisen        | 183,1  | 097,0 m | 104,0 m |
| 28   | Stefan Stannarius    | 177,6  | 098,0 m | 101,0 m |
| 31   | Georg Waldvogel      | 175,9  | 097,0 m | 099,0 m |
| 44   | Peter Rohwein        | 164,8  | 099,0 m | 093,0 m |
| 49   | Andreas Bauer        | 132,5  | 097,0 m | 088,0 m |

ausgeschieden nach dem 1. Durchgang
54.  Joachim Ernst, 55.  Peter Schwinghammer, 68.  Wolfgang Steiert, 73.  Stefan Obinger, 76.  Christoph Schwarz, 77.  Lorenz Wegscheider, 79.  Uli Boll, 81.  Josef Samek, 86.  Thomas Hasslberger und 97.  Thomas Ihle

### Garmisch-Partenkirchen
Nach einem spannenden Springen mit zwei Schanzenrekorden kam der Sieger erneut aus der DDR. Zunächst führte jedoch Nykänen mit dem neuen Schanzenrekord von 104 m. Im zweiten Durchgang flog jedoch Jens Weißflog noch 4,5 m weiter und ging damit klar in Führung. Da Nykänen im zweiten Durchgang nach verpassten Absprung nur enttäuschende 94,5 m weit sprang, reichte es für ihn am Ende nur für Platz fünf. Der Schweizer Sumi, in Oberstdorf noch 56., wurde etwas überraschend Zweiter. Im bundesdeutschen DSV-Team schrieb die Presse nach dem indiskutablen Abschneiden von Garmisch schon von einer Krise. Hatte in Oberstdorf Thomas Klauser mit dem sechsten Platz die Erwartungen noch halbwegs erfüllt, so hatten sich in Garmisch gerade einmal 2 Springer für den zweiten Durchgang qualifiziert. Dabei sprangen die Plätze 31 und 42 heraus. In der Gesamtwertung lagen Weißflog und Ostwald nun mit über 20 Punkten Vorsprung schon fast uneinholbar vor dem Drittplatzierten Nykänen vorn.
- Datum: 1. Januar 1984.
- Land:  BR Deutschland
- Schanze: Große Olympiaschanze
- Schanzenrekord: 103,5 m  Steinar Bråten (1983)

| Pos. | Springer                | Punkte | Weite 1 | Weite 2 |
| ---- | ----------------------- | ------ | ------- | ------- |
| 01   | Jens Weißflog           | 222,2  | 099,0 m | 108,0 m |
| 02   | Hansjörg Sumi           | 209,0  | 099,0 m | 102,5 m |
| 03   | Klaus Ostwald           | 207,8  | 101,5 m | 099,5 m |
| 04   | Jeff Hastings           | 207,6  | 100,0 m | 100,5 m |
| 05   | Matti Nykänen           | 207,3  | 104,0 m | 094,5 m |
| 06   | Jari Puikkonen          | 203,2  | 096,0 m | 101,0 m |
| 07   | Ole Christian Eidhammer | 202,4  | 099,5 m | 098,0 m |
| 08   | Ole Gunnar Fidjestøl    | 200,9  | 102,5 m | 095,0 m |
| 09   | Primož Ulaga            | 198,0  | 094,5 m | 102,0 m |
| 09   | Per Bergerud            | 198,0  | 098,0 m | 096,0 m |
| 11   | Pavel Ploc              | 197,7  | 101,0 m | 096,0 m |
| 12   | Markku Pusenius         | 195,8  |         |         |
| 13   | Horst Bulau             | 195,3  |         |         |
| 14   | Ernst Vettori           | 195,0  |         |         |
| 15   | Stefan Stannarius       | 193,6  | 098,0 m | 092,5 m |
| 15   | Pentti Kokkonen         | 193,6  |         |         |
| …    | …                       | …      | …       | …       |
| 19   | Holger Freitag          | 191,5  | 093,0 m | 096,0 m |
| 22   | Manfred Deckert         | 187,0  | 095,5 m | 093,5 m |
| 30   | Ulf Findeisen           | 180,7  | 091,5 m | 093,5 m |
| 31   | Georg Waldvogel         | 180,5  | 093,0 m | 091,0 m |
| 35   | Matthias Buse           | 179,3  | 091,5 m | 094,5 m |
| 42   | Peter Rohwein           | 170,2  | 092,0 m | 087,5 m |

ausgeschieden nach dem 1. Durchgang
58.  Wolfgang Steiert, 59.  Josef Samek, 60.  Thomas Klauser, 64.  Lorenz Wegscheider, 67.  Andreas Bauer, 72.  Thomas Ihle, 77.  Uli Boll, 84.  Peter Schwinghammer, 87.  Thomas Hasslberger, 88.  Christoph Schwarz, 92.  Joachim Ernst und 94.  Stefan Obinger
| Rang | Springer             | Punkte | Diff. |
| ---- | -------------------- | ------ | ----- |
| 01   | Jens Weißflog        | 435,7  | –     |
| 02   | Klaus Ostwald        | 428,5  | 007,2 |
| 03   | Matti Nykänen        | 406,7  | 029,0 |
| 04   | Ole Gunnar Fidjestøl | 400,5  | 035,2 |
| 05   | Jeff Hastings        | 396,5  | 039,2 |
| 06   | Pavel Ploc           | 392,2  | 043,5 |
| 07   | Andreas Felder       | 390,5  | 045,2 |
| 08   | Holger Freitag       | 386,6  | 049,1 |
| 09   | Pentti Kokkonen      | 386,4  | 049,3 |
| 10   | Jari Puikkonen       | 386,3  | 049,4 |
| …    | …                    | …      | …     |
| 12   | Manfred Deckert      | 382,8  | 052,9 |
| 17   | Stefan Stannarius    | 371,8  | 063,9 |
| 19   | Matthias Buse        | 367,7  | 068,0 |
| 20   | Ulf Findeisen        | 363,8  | 071,9 |
| 26   | Georg Waldvogel      | 356,4  | 079,3 |
| 44   | Peter Rohwein        | 335,0  | 100,7 |

### Innsbruck
Ein turbulentes Springen erlebten 15.000 Zuschauer in Innsbruck. Ob der schnellen Spur musste zweimal der Anlauf verkürzt werden, da eher unterklassige Springer bereits weit über 100 m sprangen. Unterschiedliche Windverhältnisse machten das Springen aber nicht einfacher, so dass sich zum Beispiel der Zweite der Gesamtwertung, Klaus Ostwald, nach dem ersten Durchgang auf Platz 26. wiederfand. Im zweiten Durchgang sprang er jedoch mit 107,5 m neuen Schanzenrekord, den Jens Weißflog allerdings später egalisierte. Dadurch rückte Ostwald noch auf Platz vier der Tageswertung vor. Bei den bundesdeutschen Springern konnten sich drei Athleten für den zweiten Durchgang qualifizieren und Peter Rohwein belegte einen guten neunten Platz. In der Gesamtwertung baute Weißflog seinen Vorsprung auf sehr komfortable 31 Punkte aus.
- Datum: 4. Januar 1984.
- Land:  Österreich
- Schanze: Bergiselschanze
- Schanzenrekord: 107,0 m  Hubert Neuper (1980)
- Zuschauer: 15.000

| Pos. | Springer             | Punkte | Weite 1 | Weite 2 |
| ---- | -------------------- | ------ | ------- | ------- |
| 01   | Jens Weißflog        | 224,1  | 101,0 m | 107,5 m |
| 02   | Matti Nykänen        | 207,6  | 096,0 m | 102,5 m |
| 03   | Jari Puikkonen       | 205,4  | 097,0 m | 101,0 m |
| 04   | Klaus Ostwald        | 200,3  | 089,0 m | 107,5 m |
| 05   | Ole Gunnar Fidjestøl | 198,2  | 099,0 m | 096,0 m |
| 06   | Per Bergerud         | 197,4  | 091,0 m | 102,0 m |
| 07   | Pentti Kokkonen      | 195,2  | 094,0 m | 096,0 m |
| 08   | Andreas Felder       | 188,9  | 090,0 m | 098,0 m |
| 09   | Peter Rohwein        | 186,9  | 094,0 m | 094,0 m |
| 10   | Primož Ulaga         | 185,5  | 090,0 m | 097,0 m |
| 11   | Armin Kogler         | 184,2  | 088,0 m | 097,0 m |
| 12   | Pavel Ploc           | 183,8  | 090,5 m | 096,0 m |
| 13   | Rolf Åge Berg        | 180,3  | 090,0 m | 094,0 m |
| 14   | Holger Freitag       | 180,0  | 091,0 m | 091,0 m |
| 14   | Landis Arnold        | 180,0  | 091,0 m | 091,0 m |
| …    | …                    | …      | …       | …       |
| 16   | Manfred Deckert      | 179,4  | 093,0 m | 090,0 m |
| 22   | Stefan Stannarius    | 176,2  | 089,0 m | 091,0 m |
| 26   | Matthias Buse        | 173,3  | 088,0 m | 091,0 m |
| 28   | Georg Waldvogel      | 170,0  | 088,0 m | 089,0 m |
| 36   | Wolfgang Steiert     | 163,3  | 085,0 m | 089,0 m |
| 39   | Ulf Findeisen        | 161,4  | 091,0 m | 082,0 m |

ausgeschieden nach dem 1. Durchgang
52.  Andreas Bauer und  Thomas Klauser, 69.  Thomas Hasslberger sowie 79.  Thomas Ihle
| Rang | Springer             | Punkte | Diff. |
| ---- | -------------------- | ------ | ----- |
| 01   | Jens Weißflog        | 659,8  | –     |
| 02   | Klaus Ostwald        | 628,8  | 031,0 |
| 03   | Matti Nykänen        | 614,3  | 045,5 |
| 04   | Ole Gunnar Fidjestøl | 598,7  | 061,1 |
| 05   | Jari Puikkonen       | 591,7  | 068,1 |
| 06   | Pentti Kokkonen      | 581,6  | 078,2 |
| 07   | Andreas Felder       | 579,7  | 080,1 |
| 08   | Pavel Ploc           | 576,0  | 083,8 |
| 09   | Jeff Hastings        | 572,9  | 086,9 |
| 10   | Per Bergerud         | 570,5  | 089,3 |
| 11   | Holger Freitag       | 566,6  | 093,2 |
| 12   | Manfred Deckert      | 562,2  | 097,6 |
| …    | …                    | …      | …     |
| 15   | Stefan Stannarius    | 547,4  | 112,4 |
| 17   | Matthias Buse        | 541,0  | 118,8 |
| 23   | Georg Waldvogel      | 526,4  | 133,4 |
| 25   | Ulf Findeisen        | 525,2  | 134,6 |
| 29   | Peter Rohwein        | 521,9  | 137,9 |

### Bischofshofen
Am Dreikönigstag holte Jens Weißflog seinen dritten Tagessieg in Folge, wieder mit Schanzenrekord. Mit Sprüngen von 114 und 112 Metern überbot er in beiden Durchgängen den alten Rekord von 110,5 m. Dadurch gewann er die Tageswertung mit fast 20 Punkten Vorsprung.
- Datum: 6. Januar 1984.
- Land:  Österreich
- Schanze: Paul-Außerleitner-Schanze
- Schanzenrekord: 110,5 m  Olav Hansson (1983)

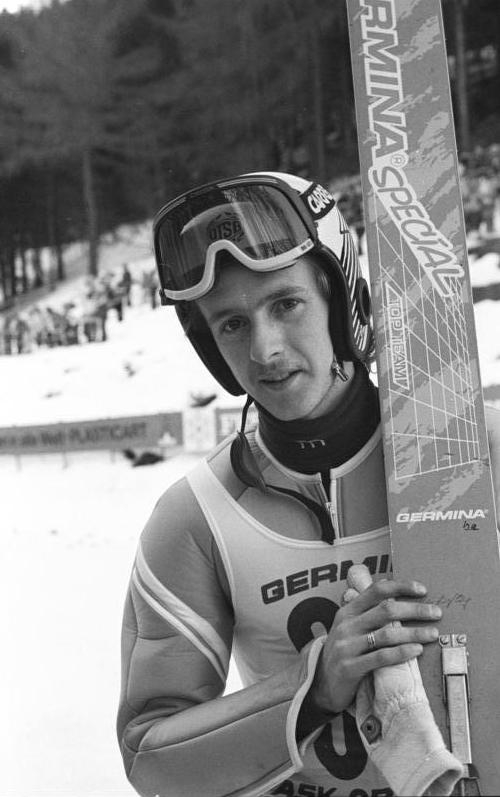
Jens Weißflog – Gesamtsieger der 32. Vierschanzentournee

| Pos. | Springer                | Punkte | Weite 1 | Weite 2 |
| ---- | ----------------------- | ------ | ------- | ------- |
| 01   | Jens Weißflog           | 238,1  | 114,0 m | 112,0 m |
| 02   | Per Bergerud            | 218,9  | 107,0 m | 108,5 m |
| 03   | Primož Ulaga            | 217,7  | 107,0 m | 108,0 m |
| 04   | Horst Bulau             | 215,6  | 108,5 m | 106,0 m |
| 05   | Klaus Ostwald           | 213,5  | 107,5 m | 107,0 m |
| 06   | Matti Nykänen           | 211,6  | 110,0 m | 103,5 m |
| 07   | Pavel Ploc              | 211,3  | 106,5 m | 107,5 m |
| 08   | Rolf Åge Berg           | 200,2  | 105,0 m | 100,0 m |
| 08   | Jari Puikkonen          | 200,2  | 104,5 m | 100,5 m |
| 10   | Ole Christian Eidhammer | 199,1  | 105,0 m | 101,0 m |
| 11   | Matthias Buse           | 199,0  | 100,0 m | 107,0 m |
| 12   | Lido Tomasi             | 196,3  |         |         |
| 13   | Veli-Matti Ahonen       | 195,6  |         |         |
| 14   | Armin Kogler            | 193,8  |         |         |
| 15   | Thomas Hasslberger      | 193,1  | 099,0 m | 104,5 m |
| …    | …                       | …      | …       | …       |
| 26   | Andreas Bauer           | 182,2  | 098,0 m | 099,5 m |
| 42   | Georg Waldvogel         | 171,3  | 095,5 m | 093,5 m |
| 43   | Holger Freitag          | 170,6  | 097,0 m | 091,5 m |
| 50   | Peter Rohwein           | 122,0  | 103,0 m | 064,0 m |

ausgeschieden nach dem 1. Durchgang
53.  Stefan Stannarius, 59.  Wolfgang Steiert, 62.  Manfred Deckert, 63.  Thomas Klauser, 67.  Ulf Findeisen und 85.  Thomas Ihle

## Tournee-Endstand
Der Oberwiesenthaler Jens Weißflog gewann überlegen die Tournee und hätte auch nach dem alten Wertungssystems die Bestmarke des Vorjahressiegers Matti Nykänen um 9,1 Punkte übertroffen. Hinter den drei Erstplatzierten, die als Einzige konstant in die Top Ten sprangen, hatte jeder Springer mindestens einen „Ausreißer“ nach oben zu verzeichnen. Tragischer Held der Tournee war der Jugoslawe Primož Ulaga, der vor der Tour durchaus zum erweiterten Favoritenkreis zu zählen war. Trotz dreier Top-Ten-Platzierungen, darunter ein dritter Platz in Innsbruck, konnte er in die Gesamtwertung nicht eingreifen. Durch einen 92. Platz in Oberstdorf platzten schon nach dem ersten Springen alle Träume vom Treppchen.
| Rang | Springer             | Gesamt- punkte | Oberstdorf  | Garmisch- Partenkirchen | Innsbruck   | Bischofshofen |
| ---- | -------------------- | -------------- | ----------- | ----------------------- | ----------- | ------------- |
| 01   | Jens Weißflog        | 897,9          | 213,5 / 02. | 222,2 / 01.             | 224,1 / 01. | 238,1 / 01.   |
| 02   | Klaus Ostwald        | 842,3          | 220,7 / 01. | 207,8 / 03.             | 200,3 / 04. | 213,5 / 05.   |
| 03   | Matti Nykänen        | 825,9          | 199,4 / 04. | 207,3 / 05.             | 207,6 / 02. | 211,6 / 06.   |
| 04   | Jari Puikkonen       | 791,9          | 183,1 / 19. | 203,2 / 06.             | 205,4 / 03. | 200,2 / 08.   |
| 05   | Ole Gunnar Fidjestøl | 790,5          | 199,6 / 03. | 200,9 / 08.             | 198,2 / 05. | 191,8 / 16.   |
| 06   | Per Bergerud         | 789,9          | 175,1 / 33. | 198,0 /09.              | 197,4 / 06. | 218,9 / 02.   |
| 07   | Pavel Ploc           | 787,3          | 194,5 / 11. | 197,7 / 11.             | 183,8 / 12. | 211,3 / 07.   |
| 08   | Pentti Kokkonen      | 768,2          | 192,8 / 13. | 193,6 / 15.             | 195,2 / 07. | 186,6 / 23.   |
| 09   | Jeff Hastings        | 761,3          | 188,9 / 14. | 207,6 / 04.             | 176,4 / 21. | 188,4 / 20.   |
| 10   | Andreas Felder       | 755,8          | 198,1 / 05. | 192,4 / 17.             | 188,9 / 08. | 176,4 / 34.   |
| 11   | Rolf Åge Berg        | 751,9          | 181,0 / 23. | 190,4 / 20.             | 180,3 / 13. | 200,2 / 08.   |
| 12   | Matthias Buse        | 740,0          | 188,4 / 15. | 179,3 / 35.             | 173,3 / 26. | 199,0 / 11.   |
| 13   | Ernst Vettori        | 739,1          | 179,9 / 24. | 195,0 / 14.             | 178,0 / 19. | 186,2 / 24.   |
| 14   | Armin Kogler         | 738,7          | 176,4 / 30. | 184,3 / 24.             | 184,2 / 11. | 193,8 / 14.   |
| 15   | Holger Freitag       | 737,2          | 195,1 / 10. | 191,5 / 19.             | 180,0 / 14. | 170,6 / 43.   |
| …    | …                    | …              | …           | …                       | …           | …             |
| 22   | Georg Waldvogel      | 697,7          | 175,9 / 31. | 180,5 / 31.             | 170,0 / 28. | 171,3 / 42.   |
| 27   | Peter Rohwein        | 643,9          | 164,8 / 44. | 170,2 / 42.             | 186,9 / 09. | 122,0 / 50.   |
| 28   | Manfred Deckert      | 641,4          | 195,8 / 08. | 187,0 / 22.             | 179,4 / 16. | 079,2 / 62.   |
| 30   | Stefan Stannarius    | 630,9          | 177,6 / 28. | 193,6 / 15.             | 176,2 / 22. | 083,4 / 53.   |
| 37   | Ulf Findeisen        | 601,2          | 183,1 / 19. | 180,7 / 30.             | 161,4 / 39. | 076,0 / 67.   |